# РПВ-16

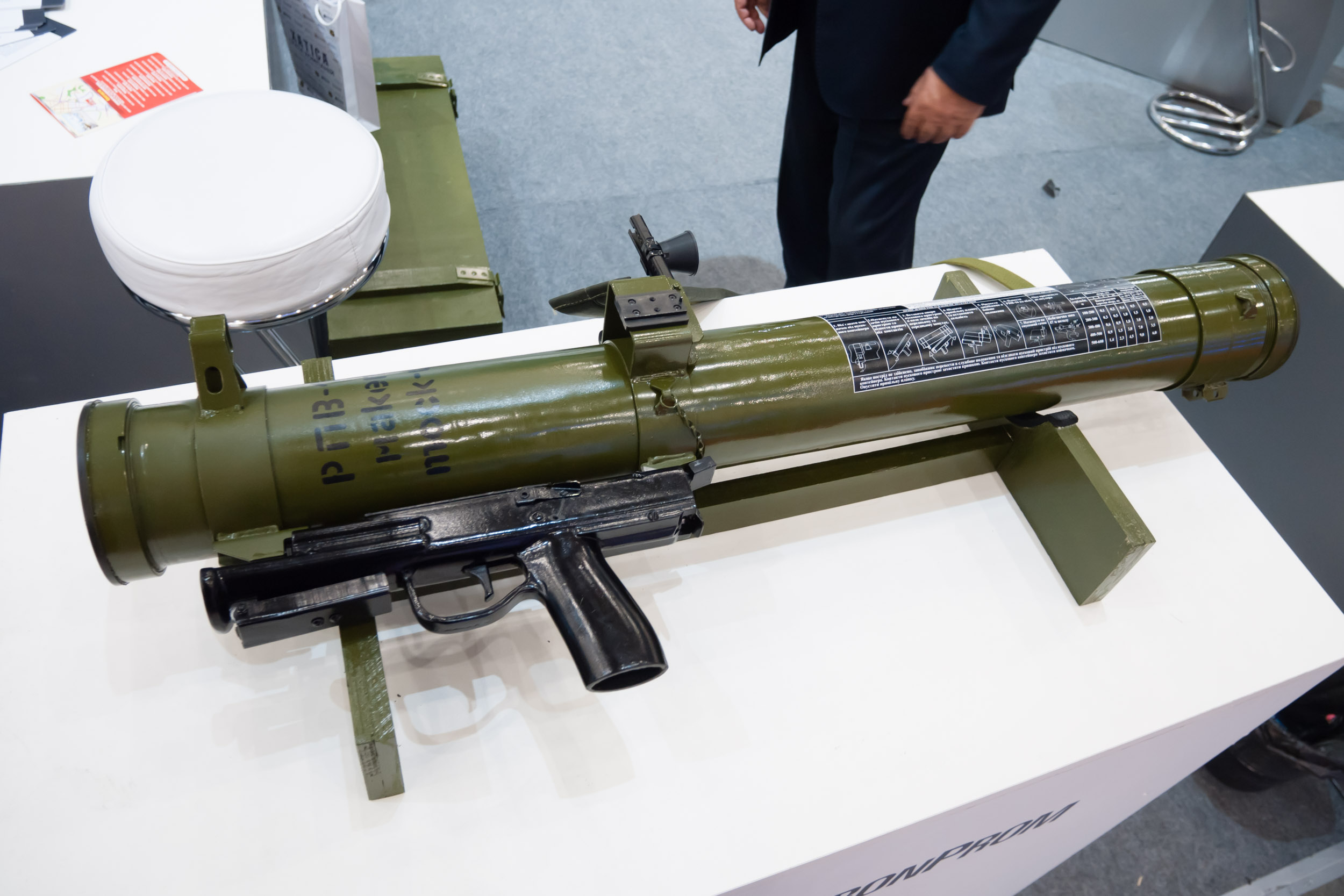
огнемёт РПВ-16 на выставке «Зброя та безпека-2019» (8 октября 2019 года)

РПВ-16 — 93-мм реактивный огнемёт одноразового применения украинского производства, конструктивный аналог советского 93-мм огнемёта РПО-А «Шмель».

## История
В июле 2017 года на полигоне в Черниговской области был представлен демонстрационный образец 93-мм динамореактивного пехотного огнемёта РПВ-16.
В ноябре-декабре 2017 года шосткинский Государственный НИИ химических продуктов заключил контракты с компаниями-субподрядчиками на изготовление комплектующих для производства огнемётов РПВ-16.
26 февраля 2018 года был зарегистрирован патент на взрыватель для боевой части огнемёта РПВ-16, 10 апреля 2018 года - зарегистрирован патент на конструкцию огнемёта РПВ-16.
20 июля 2018 года было объявлено, что ГНИИХП освоил серийное производство РПВ-16.
В ноябре 2018 года было объявлено о намерении разработать тренажёр для обучения военнослужащих обращению и ведению стрельбы из огнемёта РПВ-16
26 декабря 2018 года пресс-служба концерна «Укроборонпром» сообщила, что РПВ-16 начали поступать в войска. По официальным данным министерства обороны Украины, всего в 2018 году в войска передали 618 шт. «пехотных огнемётов». Ещё «почти 400 огнемётов и пусковых устройств» в войска передали в октябре 2019 года.
В 2020 году огнемёт РПВ-16 был включён в перечень образцов вооружения, предлагаемых на экспорт.

## Описание
Оружие состоит из пускового контейнера (пластмассовой трубы, выполняющей роль ствола, которая с торцов герметично закрыта крышками). В пусковом контейнере размещён выстрел с термобарической боевой частью (заполненная зажигательной смесью капсула с детонатором и реактивным двигателем).
Дульная скорость составляет 130 м/с, дальность прямого выстрела по цели высотой 3 метра — 200 метров, прицельная дальность стрельбы — 600 метров, однако предельно возможная дальность стрельбы составляет до 1000 метров. 
Внизу пускового контейнера расположена рукоять пистолетного типа с ударно-спусковым механизмом.
В стандартный деревянный ящик с РПВ-16 упакованы две пусковые установки и четыре выстрела к ним.

## Страны-эксплуатанты
- Украина[8].